# Generałowie narodowości polskiej w służbie wojsk państw obcych
Generałowie narodowości polskiej w służbie obcych państw – wykaz alfabetyczny wojskowych w stopniu generała armii państw innych niż Polska.
| - Bem Józef - Chrzanowski Paweł - Czarnomski Roman - Dąbrowski Jan Henryk - Dąbrowski Jarosław - Dołęga-Otocki Witold | - Grzesicki Wiktor - Kowerski Edward - Krzyżanowski Włodzimierz - Wierusz-Kowalski Henryk - Langiewicz Marian - Łaszewski Ferdynand - Łazowski Józef Feliks | - Nowotny Adam - Okołowicz August - Osiński Aleksander - Pik Aleksander - Pułaski Kazimierz - Rautenstrauch Józef - Rokossowski Konstanty | - Roszkowski Adolf Juliusz - Schmidt Maurycy - Siemiradzki Hipolit - Unrug Tadeusz - Węgłowski Jędrzej - Wilhelm Teodor | - Włodek Michał - Wolff Konstanty - Woyde Karol August - Zdrojewski Antoni |